# Japan Airlines

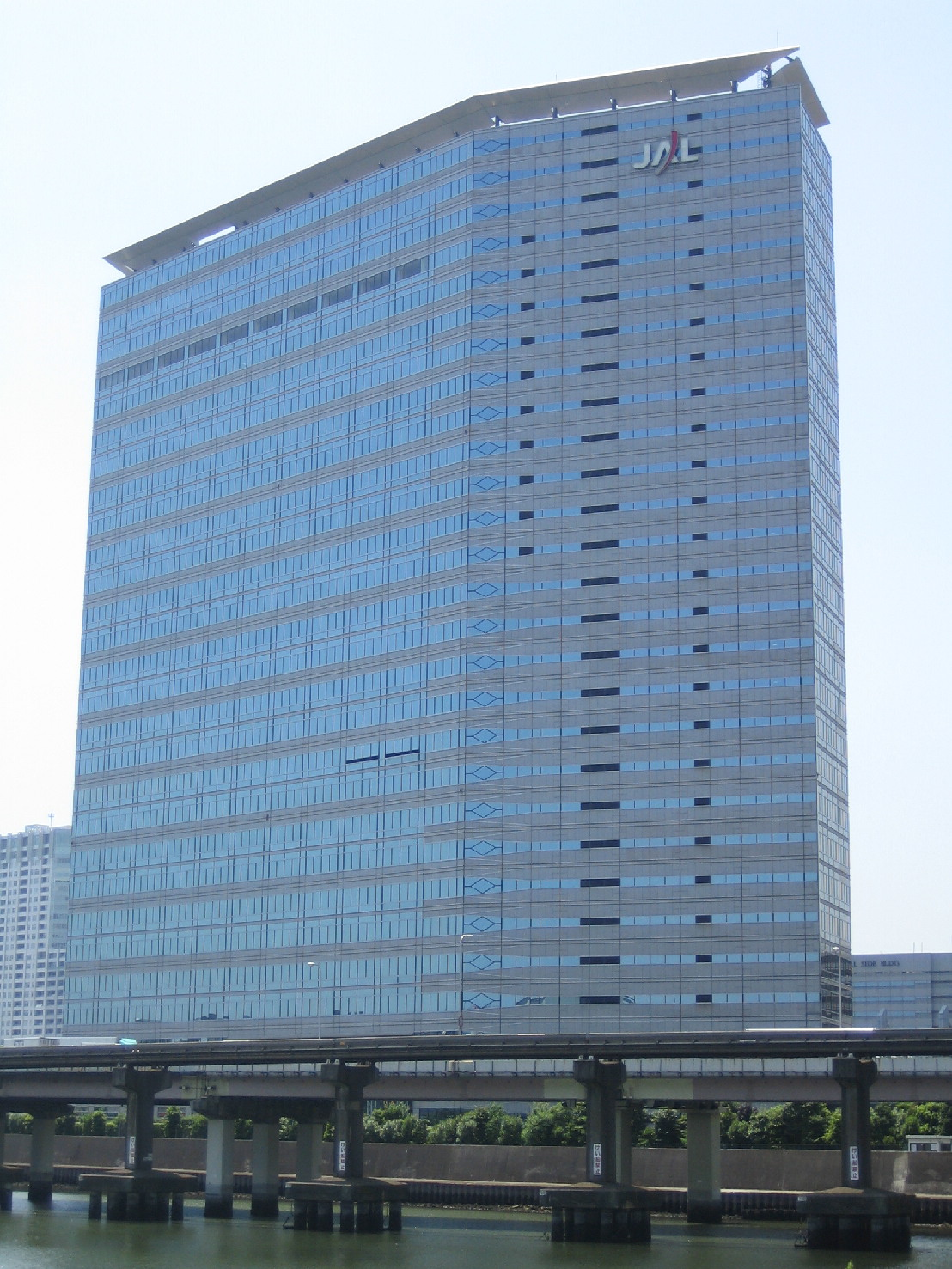
Sediul JAL, Tokio

Japan Airlines (jap. 日本航空 Nihon Kōkū, scurt JAL), cotat pe Nikkei 225, este cea mai mare companie aeriană din Japonia și a șasea ca mărime din lume.
În martie 2009 avea 279 de avioane, care serveau 220 de aeroporturi în 35 de țări.
În ianuarie 2010 compania a intrat oficial în faliment după ce a avut datorii de ca. 2,3 miliarde de yeni.
În anul fiscal 2008 a transportat 11,7 millioane de pasageri internaționali și 41,2 milioane de pasagei interni.
Înainte de a da faliment era cea mai mare companie aeriană din Asia.
Compania își continuă activitatea comercială, sperând să devină din nou profitabilă cel târziu la sfârșitul anului financiar 2012.